# کپسول (میوه)

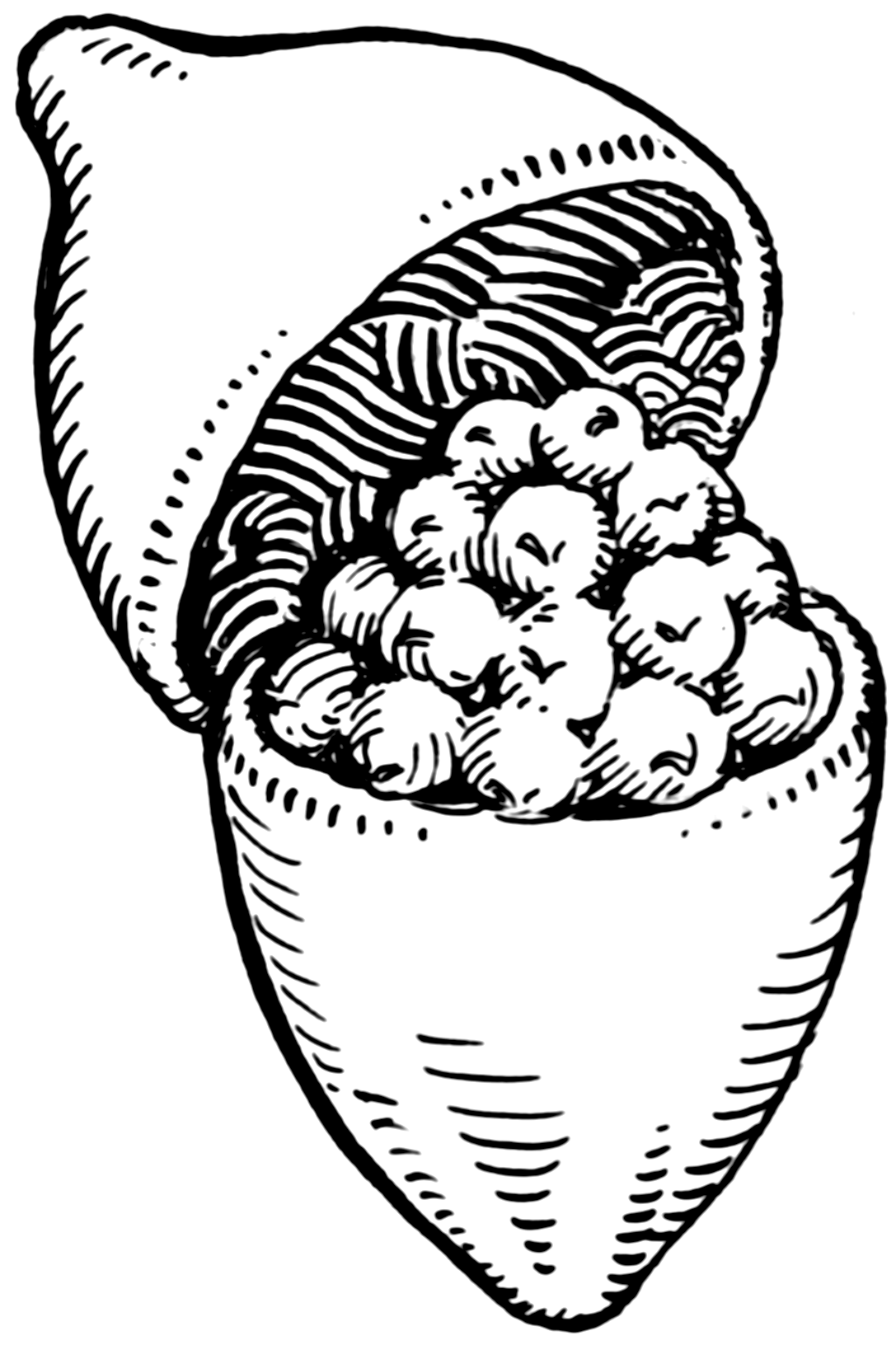

در گیاه‌شناسی، کپسول نوعی میوه خشک، ساده و به ندرت گوشتی است که توسط بسیاری از گونه‌های گیاهان گل‌دار تولید می‌شود.

## خاستگاه و ساختار
کپسول (لاتین: capsula، جعبه کوچک) از یک تخمدان مرکب مشتق شده و ساختاری است که از دو یا چند مادگی تشکیل شده‌است. در گیاهان گل‌دار، اصطلاح حفره (لوکول) برای اشاره به اتاقک درون میوه استفاده می‌شود. بسته به تعداد لوکول‌های تخمدان، میوه‌ها را می‌توان به‌صورت تک‌حفره‌ای، دوحفره‌ای، سه‌حفره‌ای یا چندحفره‌ای طبقه‌بندی کرد. حفره‌ها حاوی تخمک‌ها یا بذر هستند و توسط تیغه از هم جدا می‌شوند.

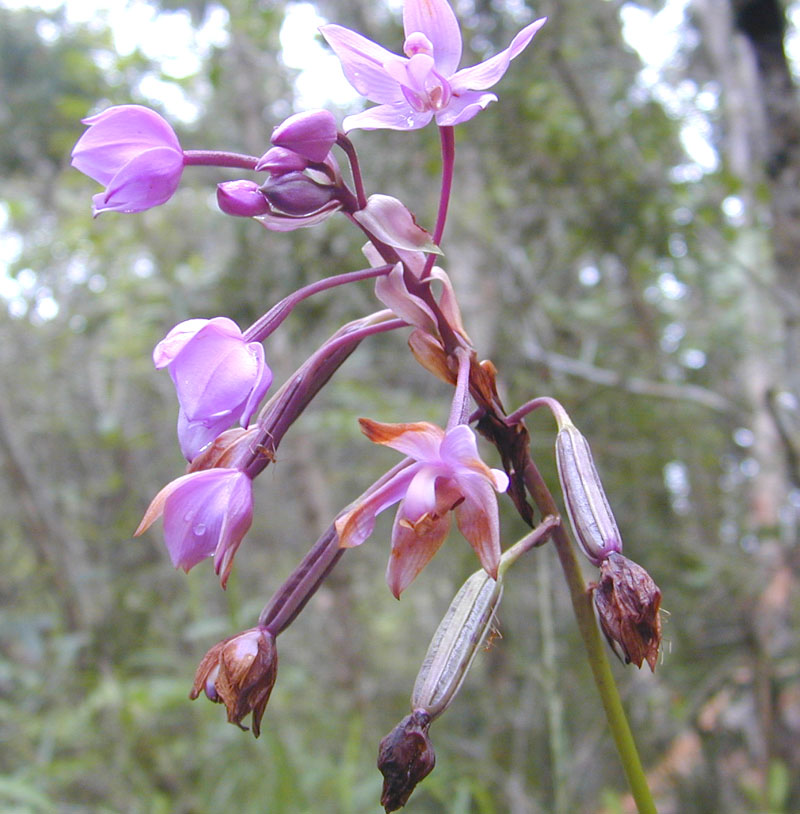
گل‌ها و کپسول‌های میوه در حال رشد یک گونه ارکیده (Spathoglottis plicata)

## شکوفایی
در بیشتر موارد، کپسول در زمان بلوغ، از هم شکسته و اصطلاحاً شکوفا می‌شود تا بذرهای درون آن آزاد شود. برخی کپسول‌ها از جمله کپسول‌های گیاهان نان میمون و خاکستردرختان، شکوفا نمی‌شوند. کپسول‌ها اغلب بر اساس نوع و محل شکستگی، به چهار نوع مختلف، طبقه‌بندی می‌شوند.

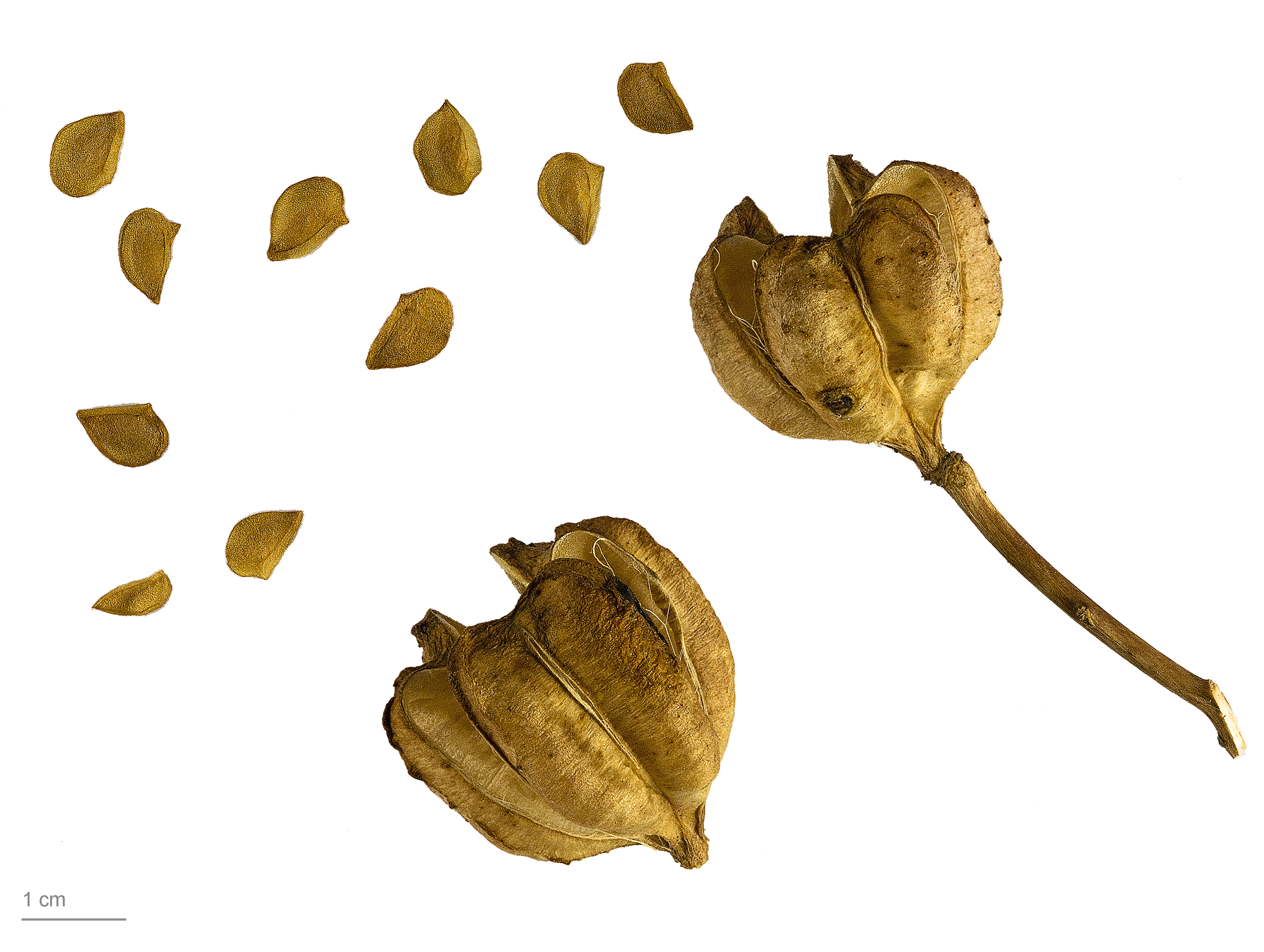
کپسول شکوفا یا شکسته‌شدهٔ سوسن سفید